# Preservation, Act 1
Preservation, Act 1 is een album van de Britse rockband The Kinks uit 1973.

## Tracks
- "Morning Song"
- "Daylight"
- "Sweet Lady Genevieve"
- "There's a Change in the Weather"
- "Where Are They Now?"
- "One of the Survivors"
- "Cricket"
- "Money & Corruption / I Am Your Man"
- "Here Comes Flash"
- "Sitting in the Midday Sun"
- "Demolition"

Opnamen: mei t/m juli 1973.
Mick Avory · Dave Davies · Ray Davies

John Dalton · Gordon Edwards · Ian Gibbons · John Gosling · Bob Henrit · Andy Pyle · Pete Quaife · Jim Rodford